# 傑羅姆 (密蘇里州)
傑羅姆（英語：Jerome）是位於美國密蘇里州費爾普斯縣的非建制地區。

## 歷史
傑羅姆的郵局於1867年設立，1872年停運後於1910年重啟，營運至今。

## 地理
傑羅姆所處的海拔為高於海平面216米（即709英呎），而該地所採用的時區為UTC-6，即北美中部時區（CST）。同時該地設有夏令時間，為UTC-6調快一小時，即UTC-5（CDT）。